# Campo sportivo di Faetano
El Campo sportivo di Faetano es un estadio de fútbol con capacidad para 500 personas ubicado en Faetano, San Marino. El estadio fue inaugurado en 1974 y está equipado con césped artificial.